# Evaniella minor
Evaniella minor är en stekelart som först beskrevs av August Schletterer 1886.  Evaniella minor ingår i släktet Evaniella och familjen hungersteklar. Inga underarter finns listade i Catalogue of Life.